# The Outsiders (1983)
The Outsiders is een Amerikaanse misdaad-dramafilm uit 1983 onder regie van Francis Ford Coppola. Het verhaal is gebaseerd op dat uit het gelijknamige boek van S.E. Hinton.

## Verhaal
Een groep jongeren is geboren aan wat lokaal beschouwd wordt als de verkeerde kant van de stad. Hierdoor maken de jongerenbendes de Greasers en de Socs elkaar voortdurend het leven zuur. Wanneer Ponyboy Curtis (C. Thomas Howell) en zijn vriend Johnny Cade (Ralph Macchio) verliefd worden op meisjes die behoren tot de wat snobistische Socs, wordt de druk tussen beide groepen groter. Als Johnny vervolgens een lid van de Socs vermoordt, ontstaat er een bende-oorlog.

## Rolverdeling
| Acteur           | Personage        |
| ---------------- | ---------------- |
| C. Thomas Howell | Ponyboy Curtis   |
| Matt Dillon      | Dallas Winston   |
| Ralph Macchio    | Johnny Cade      |
| Patrick Swayze   | Darrel Curtis    |
| Rob Lowe         | Sodapop Curtis   |
| Emilio Estevez   | Two-Bit Matthews |
| Tom Cruise       | Steve Randle     |
| Glenn Withrow    | Tim Shepard      |
| Diane Lane       | Cherry Valance   |
| Leif Garrett     | Bob Sheldon      |
| Darren Dalton    | Randy Anderson   |
| Michelle Meyrink | Marcia           |
| Tom Waits        | Buck Merrill     |
| Gailard Sartain  | Jerry            |

## Trivia
- Omdat The Outsiders een film over jongeren moest zijn, nam Ford Coppola enkele jonge nog onbewezen talenten in zijn film op, waaronder Cruise, Lowe, Swayze en Estevez. Voor sommigen van hen was het hooguit de tweede keer, dat zij op het witte doek verschenen.
- Het verhaal speelt zich af in een kleine stad in Oklahoma. Bijna alle scènes zijn opgenomen in Tulsa.